# Франсуа Мажанді
Франсуа Мажанді (фр. François Magendie; 6 жовтня 1783, Бордо — 7 жовтня 1855, Саннуа) — французький фізіолог першої половини XIX століття, член Паризької академії наук (1821) і її віце-президент (1836), член Національної медичної академії (1819). Один із засновників експериментальної медицини.
Він підтвердив припущення Ч. Белла про різні функції задніх (чутливих) і передніх (рухових) корінців спинного мозку — закон Белла-Мажанді, встановив наявність поверненої чутливості в передніх корінцях спинного мозку.